# 山下敏成
山下 敏成（やました としなり、2月24日 - 2024年10月1日）は、日本の男性アニメーター、キャラクターデザイナー。ゼロジー所属。

## 参加作品

### テレビアニメ
1990年
- アイドル天使ようこそようこ（原画）

1994年
- BOUNTY DOG/月面のイブ（原画）
- ヤマトタケル（メカ作画監督）
- とっても!ラッキーマン（ - 1995年、原画）

1995年
- 獣戦士ガルキーバ（メカ作画監督）
- ふしぎ遊戯（原画）
- 天地無用!（ねぎし版）（OPアニメーション）

1996年
- 超者ライディーン（原画）

1997年
- マスターモスキートン'99（ - 1998年、OPアニメーション）

1998年
- サイレントメビウス（OPアニメーション）
- 時空転抄ナスカ（作画監督補、原画）

1999年
- アークザラッド（原画）

2001年
- 電脳冒険記ウェブダイバー（ - 2002年、設定協力、原画）

2002年
- 灰羽連盟（作画監督）

2003年
- ダイバージェンス・イヴ（キャラクターデザイン、総作画監督）

2004年
- みさきクロニクル〜ダイバージェンス・イヴ〜（キャラクターデザイン、総作画監督）

2005年
- 蒼穹のファフナー（原画）
- あかほり外道アワーらぶげ（原画）
- こみっくパーティーRevolution（作画監督、原画）

2006年
- ラブゲッCHU 〜ミラクル声優白書〜（OPアニメーション、作画監督）
- LEMON ANGEL PROJECT（絵コンテ協力）
- 妖逆門（ - 2007年、SP原画、OP/ED 絵コンテ演出･原画）

2007年
- 地球へ…（原画）
- ナイトウィザード The ANIMATION（原画）

2008年
- ケメコデラックス!（原画）

2009年
- 銀魂（原画）
- よくわかる現代魔法（OPアニメーション、絵コンテ・原画）
- けんぷファー（EDアニメーション、絵コンテ・原画）

2010年
- B型H系（OPアニメーション、絵コンテ・演出・原画）
- 迷い猫オーバーラン!（原画）
- もっとTo LOVEる -とらぶる-（作画監督、OPアニメーション、原画）
- ヨスガノソラ（原画）
- 侵略!イカ娘（原画）

2011年
- Rio RainbowGate!（原画）
- これはゾンビですか?（原画）
- 俺たちに翼はない（ED2原画）
- 変ゼミ（ED原画）
- Aチャンネル（原画）
- 戦国乙女〜桃色パラドックス〜（原画）
- 森田さんは無口。（キャラクターデザイン、絵コンテ・演出・作画監督）
- 森田さんは無口。2（キャラクターデザイン、作画監督）

2012年
- ジュエルペット きら☆デコッ!（作画監督、原画）
- リコーダーとランドセル レ♪（絵コンテ）

2013年
- 君のいる町（作画監督）
- ワルキューレ ロマンツェ（OPアニメーション）

2014年
- 魔法科高校の劣等生（作画監督、原画）

2015年
- 俺物語!!（作画監督、原画）
- 櫻子さんの足下には死体が埋まっている（作画監督、原画）

2016年
- バッテリー（作画監督、作画監督協力、原画）

2017年
- つぐもも（作画監督協力、原画）
- DIVE!!（作画監督、作画監督協力、原画）

2019年
- 同居人はひざ、時々、頭のうえ。（作画監督）

2020年
- 映像研には手を出すな!（原画）

2022年
- 理系が恋に落ちたので証明してみた。r=1-sinθ（作画監督）

2023年
- 異世界のんびり農家（作画監督）
- 氷属性男子とクールな同僚女子（絵コンテ、作画監督）

### 劇場アニメ
1996年
- 天地無用! in LOVE（原画）

1998年
- 機動戦艦ナデシコ -The prince of darkness-（原画）

2000年
- デジモンアドベンチャー02 前編・デジモンハリケーン上陸!!／後編・超絶進化!!黄金のデジメンタル（原画）

2010年
- Fate/stay night Unlimited Blade Works（原画）
- ブレイク ブレイド（原画）

2014年
- ポケモン・ザ・ムービーXY 破壊の繭とディアンシー（原画）

### OVA
1993年
- ジョジョの奇妙な冒険（ - 1994年、原画）
- 妖世紀水滸伝 -魔星 降臨-（原画）
- ランス（OPアニメーション）

1995年
- SMガールズ セイバーマリオネットR（ - 1996年、原画）

1996年
- BURN-UP W（キャラクターデザイン、総作画監督）
- マスターモスキートン（原画）

1997年
- 超光速グランドール（キャラクターデザイン、デザインワークス、総作画監督）

1999年
- 菜々子解体診書（ - 2000年、キャラクターデザイン、総作画監督）

2001年
- 真ゲッターロボ対ネオゲッターロボ（原画）

2005年
- サクラ大戦 ル・ヌーヴォー・巴里（原画）

2009年
- ひぐらしのなく頃に礼（原画）

2011年
- T.P.さくら 〜タイムパラディンさくら〜 時空樹防衛戦（ED原画）
- ひぐらしのなく頃に煌（原画）

### Webアニメ
2020年
- ざしきわらしのタタミちゃん（キャラクターデザイン、作画監督）

### ゲーム
1997年
- 超光速グランドール（キャラクターデザイン）

### イラストレーション
- 菜々子解体診書（小説/カバーイラスト）
- ダイバージェンス・イヴ（小説/カバーイラスト、口絵）
  - ダイバージェンス・イヴ　「みさきALIVE」（漫画/作画担当 ※いまざきいつきがネーム担当）
- 恐竜拳士リュウコ（小説/挿絵）
- らぶげ 日常絵巻（小説/挿絵）
- ランス（小説/挿絵）